# Кристиансунн (футбольный клуб)
«Кристиансунн» — норвежский футбольный клуб из города Кристиансунн, административного центра одноименной коммуны. На данный момент выступает в Элитсерии , высшем дивизионе норвежского футбола.